# Saison 1955-1956 des Celtics de Boston
La saison 1955-1956 des Celtics de Boston est la 10e saison de la franchise américaine de la National Basketball Association (NBA).

## Draft
| Tour | Rang | Joueur        | Position | Nationalité | Provenance  |
| ---- | ---- | ------------- | -------- | ----------- | ----------- |
| 1    | 3    | Jim Loscutoff | F        | États-Unis  | Oregon      |
| 2    | 10   | Dickie Hemric | F        | États-Unis  | Wake Forest |

## Classement de la saison régulière
| Division Est             | V  | D  | PCT  | GB |
| ------------------------ | -- | -- | ---- | -- |
| Warriors de Philadelphie | 45 | 27 | .625 | -  |
| Celtics de Boston        | 39 | 33 | .542 | 6  |
| Knicks de New York       | 35 | 37 | .486 | 10 |
| Nationals de Syracuse    | 35 | 37 | .486 | 10 |

## Effectif
| Numéro | Joueur        | Position | Provenance   |
| ------ | ------------- | -------- | ------------ |
| 12     | Togo Palazzi  | SF       | Holy Cross   |
| 14     | Bob Cousy     | PG       | Holy Cross   |
| 15     | Red Morrison  | C        | Idaho        |
| 16     | Jack Nichols  | PF       | Washington   |
| 18     | Jim Loscutoff | SF       | Oregon       |
| 19     | Arnie Risen   | C        | Ohio State   |
| 20     | Dick Hemric   | PF       | Wake Forest  |
| 21     | Bill Sharman  | SG       | USC          |
| 22     | Ed Macauley   | C        | Saint Louis  |
| 23     | Ernie Barrett | SG       | Kansas State |

## Playoffs

### Demi-finale de Division
(2) Celtics de Boston vs. (3) Nationals de Syracuse : Boston s'incline dans la série 1-2
- Game 1 @ Boston : Boston 110, Syracuse 93
- Game 2 @ Syracuse : Syracuse 101, Boston 98
- Game 3 @ Boston : Syracuse 102, Boston 97

## Statistiques

### Saison régulière
| Joueur        | Matchs | Min/m. | % Tir | % LF | Rbds/m. | Pass/m. | Pts/m. |
| ------------- | ------ | ------ | ----- | ---- | ------- | ------- | ------ |
| Ernie Barrett | 72     | 20.2   | .388  | .788 | 3.4     | 2.4     | 7.0    |
| Bob Cousy     | 72     | 38.4   | .360  | .844 | 6.8     | 8.9     | 18.8   |
| Dick Hemric   | 71     | 18.7   | .403  | .648 | 5.6     | 0.8     | 7.0    |
| Jim Loscutoff | 71     | 22.3   | .360  | .671 | 8.8     | 0.9     | 8.3    |
| Ed Macauley   | 71     | 33.2   | .422  | .794 | 5.9     | 3.0     | 17.5   |
| Red Morrison  | 71     | 12.8   | .371  | .494 | 4.9     | 0.7     | 3.1    |
| Jack Nichols  | 60     | 32.7   | .413  | .791 | 10.4    | 2.7     | 14.3   |
| Togo Palazzi  | 63     | 11.2   | .389  | .685 | 2.9     | 0.7     | 6.0    |
| Arnie Risen   | 68     | 23.5   | .383  | .708 | 8.1     | 1.3     | 8.1    |
| Bill Sharman  | 72     | 37.5   | .438  | .867 | 3.6     | 4.7     | 19.9   |

### Playoffs
| Joueur        | Matchs | Min/m. | % Tir | % LF  | Rbds/m. | Pass/m. | Pts/m. |
| ------------- | ------ | ------ | ----- | ----- | ------- | ------- | ------ |
| Ernie Barrett | 3      | 14.3   | .308  | 1.000 | 2.3     | 1.3     | 3.7    |
| Bob Cousy     | 3      | 41.3   | .500  | .920  | 8.0     | 8.7     | 26.3   |
| Dick Hemric   | 3      | 18.0   | .208  | .563  | 7.3     | 0.3     | 6.3    |
| Jim Loscutoff | 3      | 29.7   | .355  | .778  | 8.7     | 1.3     | 9.7    |
| Ed Macauley   | 3      | 24.3   | .400  | .636  | 5.0     | 1.7     | 10.3   |
| Red Morrison  | 3      | 7.7    | .286  | .000  | 3.7     | 0.0     | 1.3    |
| Jack Nichols  | 3      | 33.3   | .372  | .900  | 12.0    | 3.3     | 13.7   |
| Togo Palazzi  | 2      | 3.5    | .200  |       | 1.0     | 0.0     | 1.0    |
| Arnie Risen   | 3      | 29.3   | .353  | .722  | 14.7    | 0.7     | 12.3   |
| Bill Sharman  | 3      | 39.7   | .391  | .941  | 2.3     | 4.0     | 17.3   |

## Récompenses
- Bob Cousy, All-NBA First Team
- Bill Sharman, All-NBA First Team